# رامي عاشور
رامي عاشور المولود في 30 سبتمبر 1987

 هو لاعب اسكواش مصري يلعب في نادي هليوبليس، فاز بأول لقب عالمي له في العام 2004، عندما أصبح أصغر لاعب على الإطلاق يفوز ببطولة العالم للرجال وعمره لا يتجاوز 16 عاما، وقاد فريق مصر للوصول للمركز الثاني في موسم 2004 بعد خسارته امام إنجلترا في المباراة النهائية في يوليو 2006.
في يوليو 2006 أصبح أول لاعب في التاريخ يحصد لقب بطولة العالم للشباب مرتين، كما أنه قاد فريق مصر للفوز على باكستان 2-1 في المباراة النهائية، وبانتصاره حصدت مصر المراكز الثلاث الأولى في اللعب الفردي وهو مالم يحققه لاعبو أي دولة من قبل في تاريخ البطولة.
وصل إلى نهائي بطولة سويسرا وهزم أمام مواطنه المصري المصنف الأول عالميا «عمرو شبانة»، وفي طريقه للنهائي فاز على المصنف العاشر عالميا «جون وايت» والمصنف الثالث عالميا «تييري لينكو» والمصنف الثاني عالميا «ديفيد بالمر».
وربح بطولته الأولى في يناير 2007 حينما هزم ديفيد بالمر 3-0 (11-7 و 11-3 و 11-4) في 32 دقيقة.
في أبريل من عام 2007 فاز في كل من بطولة الشيخة السعد الكويت المفتوحة للاسكواش، حدث الاسكواش الأغنى في العالم، بأن تغلب على منافسه المصري والمصنف الأول عالميا عمرو شبانة، 11-5، 11-3، 12-10، في 34 دقيقة، وفي قطر كلاسيك المفتوحة في الدوحة تمكن من هزيمة بطل العالم ديفيد بالمر مرة أخرى، 8-11، 11-9، 11-9، 11-6، في 66 دقيقة.
كما في عام 2007، فاز رامي بنهائيات آتكو الحدث السوبر، الذي عقد أغسطس، عن طريق منافسة غيره من كبار الفائزين في هذا الموسم. فقط اللاعبين الثمانية الكبار دعوا لهذا الحدث. وهو اللاعب الوحيد الذي ذهب دون هزيمة في أول 3 مباريات، ثم التقى رامي الفرنسي غريغوري غوتييه في النهائي. وبعد معركة من 62 دقيقة، احرز رامي اللقب بعدما فاز 3-1 بنتيجة (12-10، 11-8، 4-11، 11-4).
قال عنه أسطورة الاسكواش «مالكوم ويلستروب» (...رامي عاشور شيء مختلف، انه يتحرك أفضل من أي لاعب آخر في اللعبة. ويتميز بمهارات رائعة في ضرب الكرة ورؤيته، لقد اضاء هذه الرياضة، وليس هذا فحسب اضيف لذلك تواضعه وابتسامته.. هذا يجعله سرعة نادرة).

## رامي عاشور الفنان
اتجه رامي عاشور للفن و تقديم الأغنيات منذ العام 2019 و ذلك عن طريق دعاية لشركة خدمات توصيل الأفراد Careem عبر أغنية (أحلى بداية) و التي حققت نجاحاً كبيراً
ثم أصدرا بعدها عدد من الأغاني تباعاً
الأغاني التي قام بإصدارها رامي عاشور:

- أحلى بداية
- أبطالنا كتير
- النار القايدة
- أكلم مين
- هقولك سر
- عيش بزيادة
- هضحك برضو
- توكسيك
- رأي عام

## وصلات خارجية
- رامي عاشور على موقع SquashInfo.com (الإنجليزية)